# 唐重
唐重（1083年—1128年），字圣任，号元任，眉州彭山县人，唐克臣之子。
大观三年（1109年）进士。初任蜀州司理参军，后升吏部员外郎、起居舍人。多次奏请杀蔡京父子以平民愤。升任中书舍人，因奏事得罪宰相，被降为同州（今陕西大荔）知州。
宋高宗即位，以天章阁直学士任京兆府（今西安市）知府。建炎二年（1128年）金人渡河。唐重写信告诉父亲：“忠孝不两立，义不苟生以辱吾父”。其父唐克臣回信说：“汝能以身殉国，吾含笑入地矣。”金兵破永兴军，唐重守十余天，前河东经制副使傅亮出城投敌，城遂陷。唐重说：“死吾职也”，繼續殺敵，中流矢亡，同死者還有副总管杨宗闵、提举军马陈迪、转运副使桑景询、判官曾谓、提点刑狱郭忠孝。  

## 延伸阅读
[在维基数据编辑]
 《宋史·卷447》，出自脱脱《宋史》